# Efectos del cannabis sobre la salud

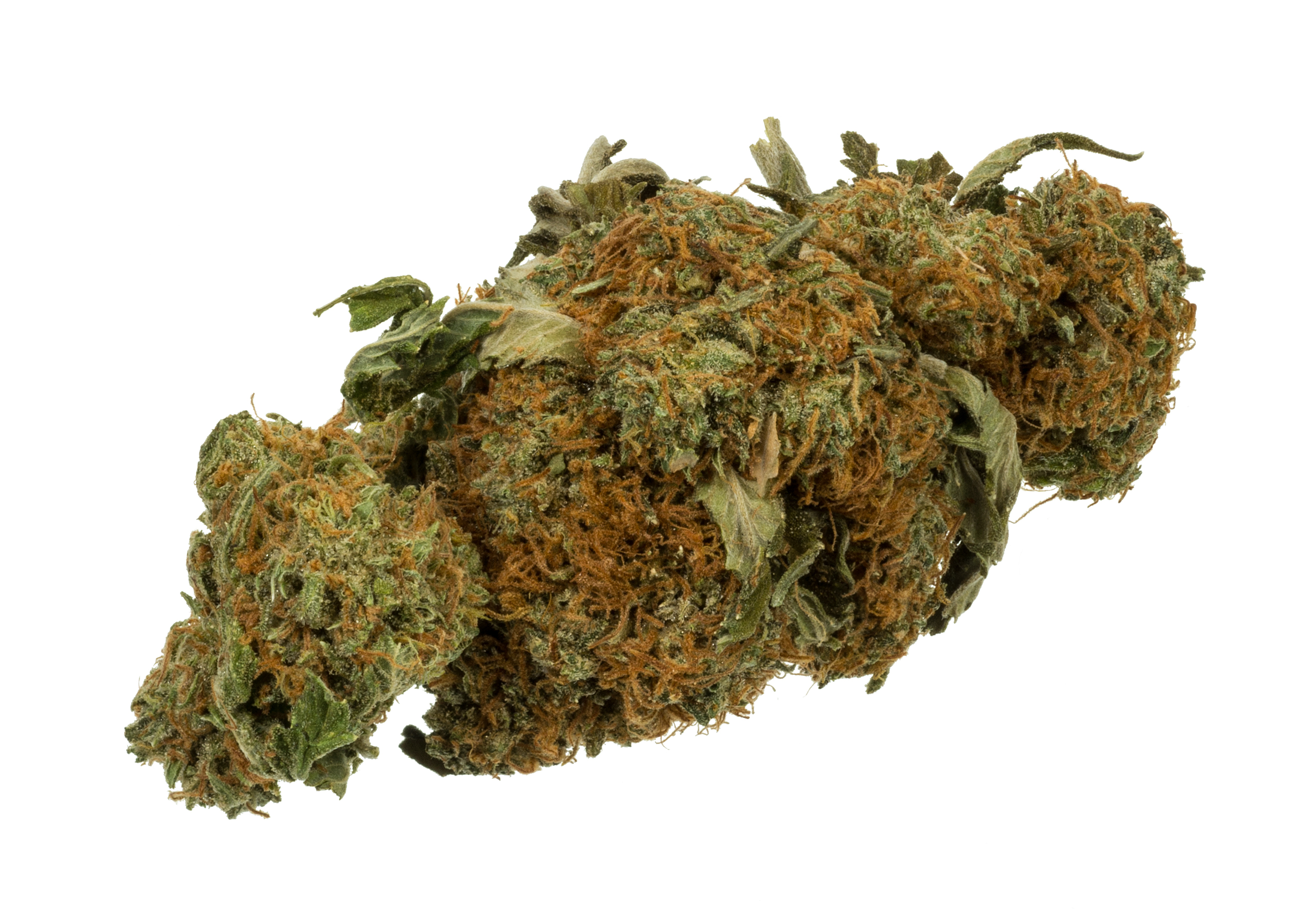
"Yema" o "cogollo" de marihuana.

El cannabis o cáñamo índico tiene varios efectos psicológicos y fisiológicos en el cuerpo humano. Los principales efectos del cannabis se deben a los  aproximadamente 400 cannabinoides identificados, entre ellos el tetrahidrocannabinol o THC, que se considera el más psicoactivo.
Entre los efectos agudos del cáñamo índico están la relajación y la ansiedad. Según algunos estudios, el cannabidiol o CBD, otro cannabinoide presente en la planta en cantidad variable, reduce los efectos adversos del THC que algunos consumidores sufren (efecto séquito o entourage).
El consumo de tabaco industrial es más dañino que el del cannabis.
Si el cannabis se fuma, una gran parte de los efectos nocivos se deben a las sustancias desprendidas en la combustión. Si además se mezcla con tabaco para mejorar su combustión, se añaden los efectos de dependencia y habituación a la nicotina derivados de su consumo
El "trastorno de consumo" o dependencia de cannabis se considera un diagnóstico en la quinta revisión del Manual diagnóstico y estadístico de los trastornos mentales DSM-5.
En 2019, la Organización Mundial de la Salud reconoció algunas de las virtudes terapéuticas del cannabis y matizó el potencial de daños que se le atribuía hasta entonces.

## Efectos favorables

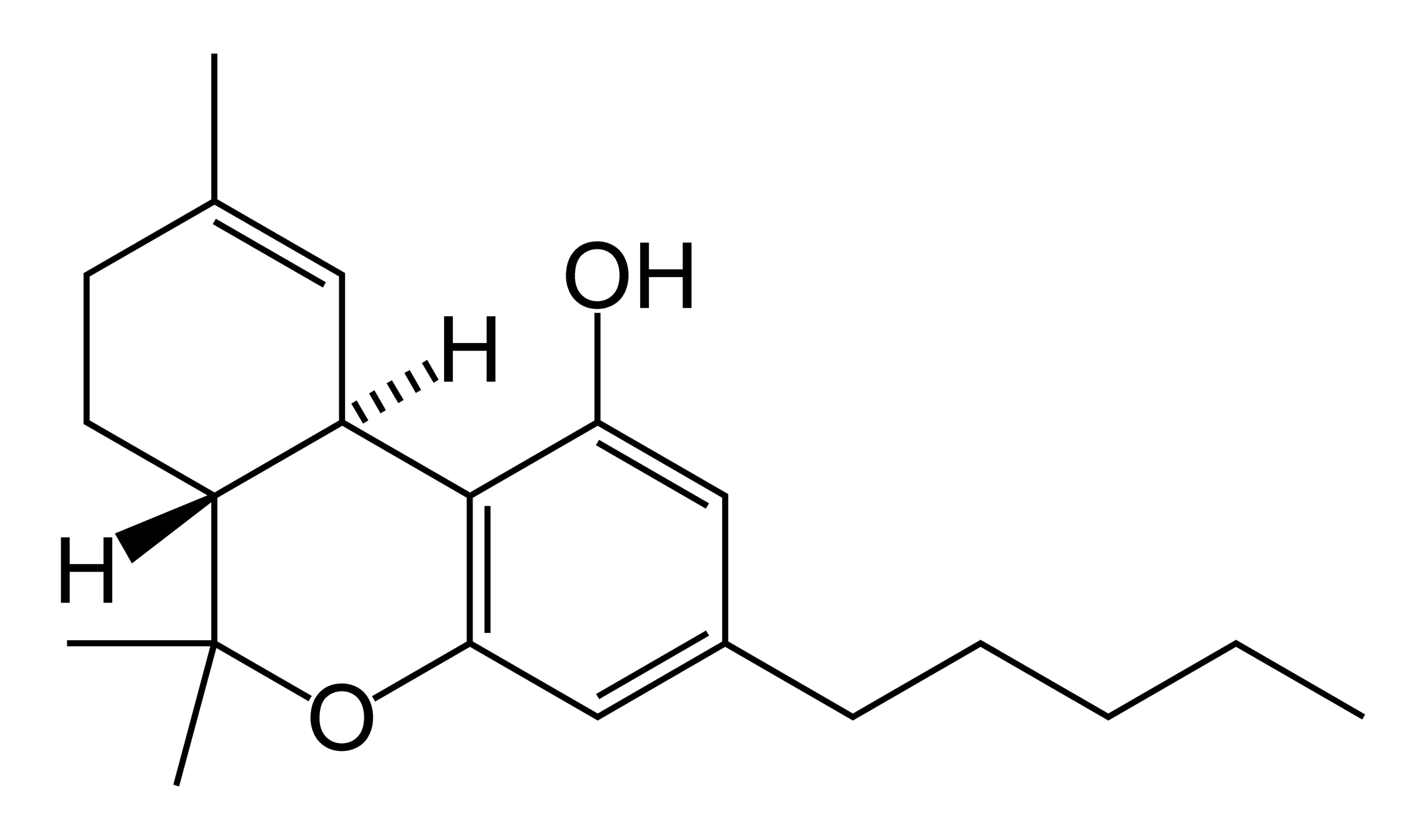
Fórmula desarrollada del tetrahidrocannabinol

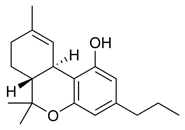
Tetrahidrocannabivarina

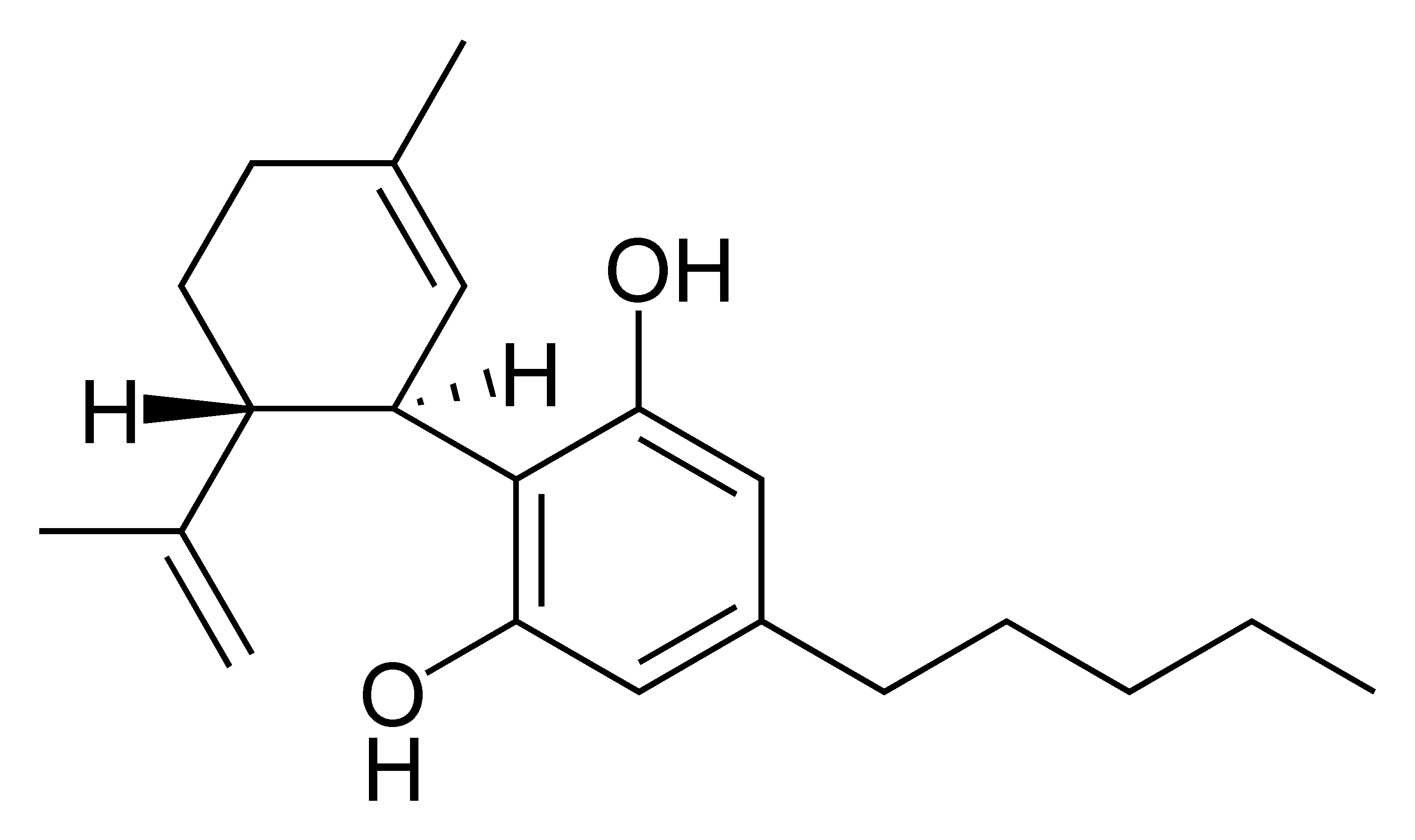
Cannabidiol

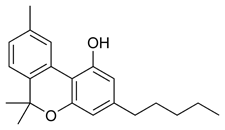
Cannabinol

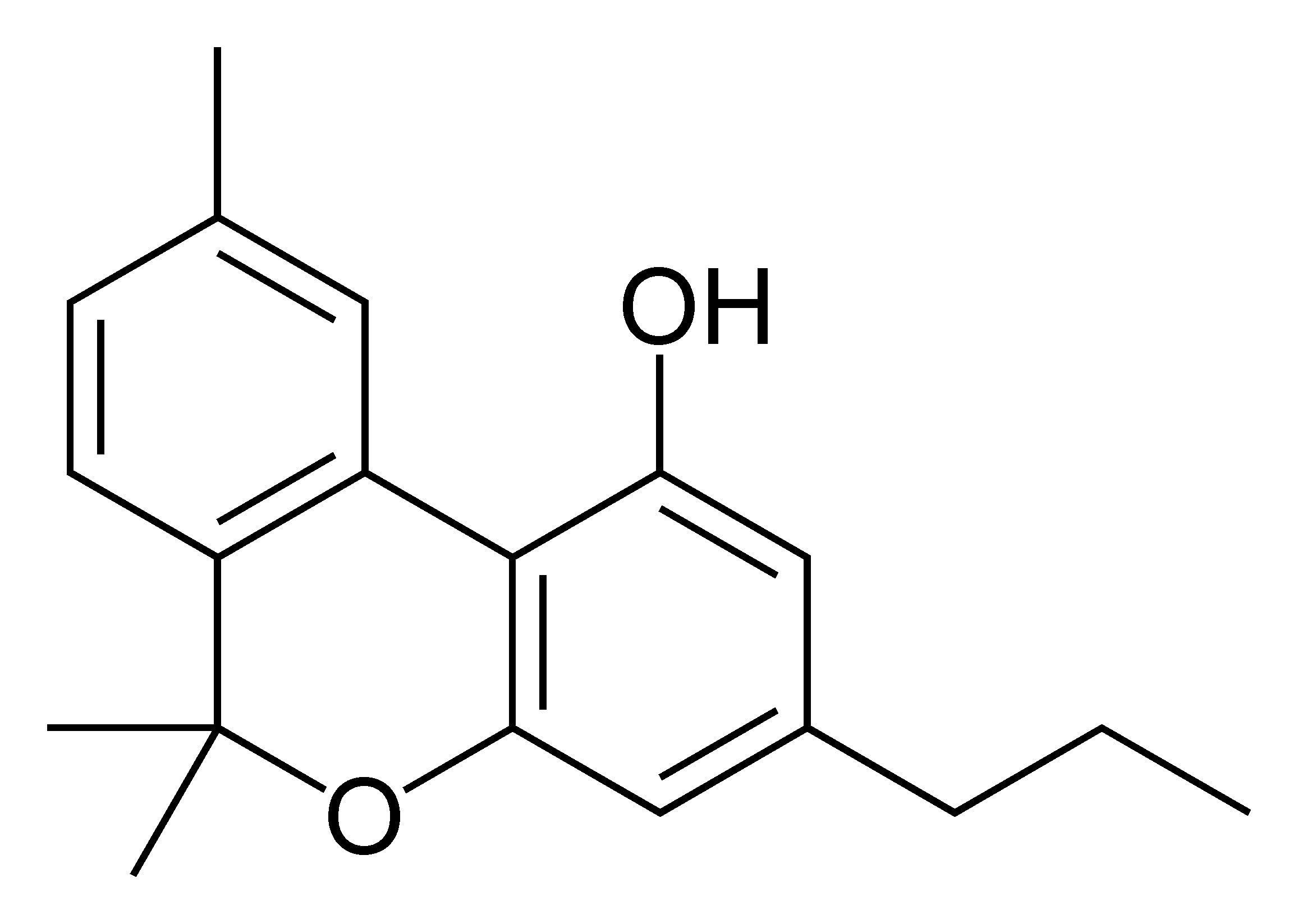
Cannabivarina

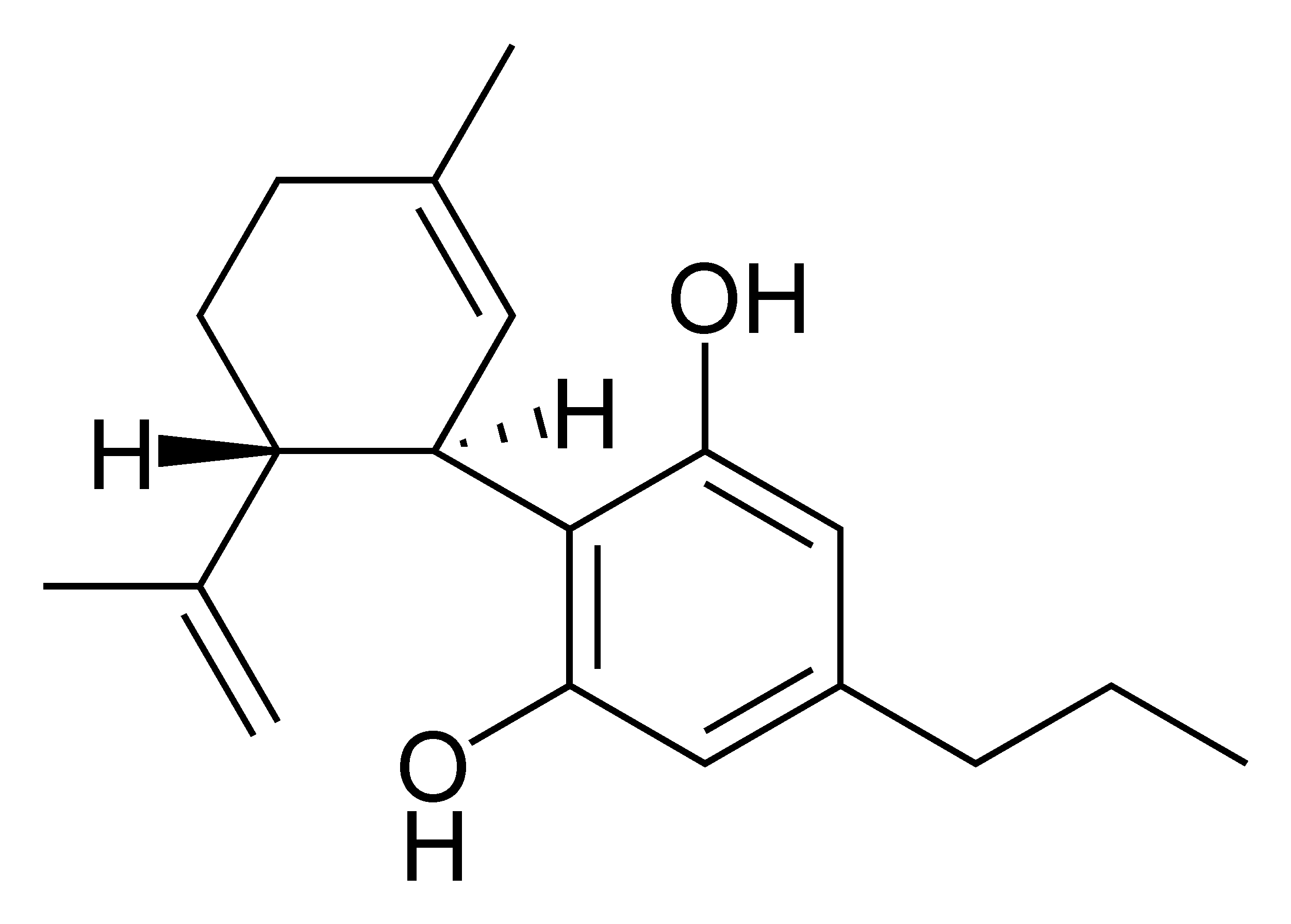
Cannabidivarina

### Cannabinoides y receptores de cannabinoides
Las principales sustancias psicoactivas del cannabis son los cannabinoides, sobre todo el THC. Algunas variedades, sometidas a cuidadosas técnicas de selección y cultivo, rinden hasta el 29% de THC. Otro cannabinoide psicoactivo presente en la Cannabis sativa es la tetrahidrocannabivarina (THCV), pero esta se encuentra solo en pequeña cantidad y es un antagonista de otros cannabinoides.
Además, el cannabis contiene sustancias similares que por sí solas no causan ningún efecto psicoactivo, pero que son necesarias para el efecto conjunto: el cannabidiol (CBD); el cannabinol (CBN), producto de la oxidación del THC; la cannabivarina (CBV), análoga del CBN con distinta cadena lateral, la cannabidivarina (CBDV), análoga del CBD con distinta cadena lateral, y el ácido cannabinólico. No se sabe a ciencia cierta cómo interactúan estos otros compuestos con el THC. Algunos estudios clínicos han propuesto que el CBD actúa como fuerza de equilibrio que regula la potencia del agente psicoactivo THC. Se cree que el CBD también regula el metabolismo del THC en el cuerpo al desactivar el citocromo P450, una importante clase de enzimas que metabolizan fármacos. Experimentos en que se administró a ratones CBD seguido de THC mostraron que el tratamiento con CBD se asociaba a un gran aumento de las concentraciones en el cerebro de THC y sus principales metabolitos, sobre todo porque reducía el ritmo de eliminación del THC del cuerpo. A los cofactores del cannabis también se les atribuye bajar la temperatura corporal, lo que modula la función inmunitaria, y proteger las células. El aceite esencial de cannabis contiene muchos terpenoides aromáticos que quizá interaccionen sinérgicamente con los cannabinoides para producir sus efectos únicos. El THC se convierte pronto en 11-hydroxi-THC, que también tiene actividad farmacológica, por lo que el efecto del fármaco dura más que los niveles medibles de THC en la sangre.
El THC y el cannabidiol también son antioxidantes neuroprotectores. La investigación en ratas ha indicado que el THC impide el daño oxidativo producido por el peróxido orgánico tanto o mejor que otros antioxidantes en un sistema químico (reacción de Fenton) y en cultivos de neuronas. El cannabidiol resultó mucho más protector que la vitamina E y la vitamina C.
El receptor cannabinoide es un miembro típico de la mayor familia conocida de receptores, los receptores acoplados a proteínas G. Una marca distintiva de estos es que la molécula del receptor atraviesa la membrana plasmática siete veces. Los receptores cannabinoides se localizan en la membrana celular, tanto dentro (intracelulares) como fuera (extracelulares). Los receptores cannabinoides subtipo 1 (CB1), los mayores de ambos, son extraordinariamente abundantes en el cerebro: 10 veces más que los receptores opioides μ (MOP), que facilitan los efectos de la morfina. Los receptores subtipo 2 (CB2)  son estructuralmente distintos (la semejanza secuencial entre ambos subtipos es del 44%), se hallan solo en células del sistema inmunitario y parecen funcionar de modo parecido al de los CB1. Los CB2 son más frecuentes en los linfocitos B, las células NK y los monocitos, pero también se encuentran en los neutrófilos polimorfonucleares, los linfocitos T CD8+ y los linfocitos T CD4+. En las amígdalas, los CB2 parecen limitarse a las zonas abundantes en linfocitos B.
Además, el THC y la anandamida endógena interaccionan con los receptores de glicina.

### Mecanismos bioquímicos en el cerebro
En 1990 el hallazgo de receptores cannabinoides en todo el cerebro y el cuerpo, junto con neurotransmisores cannabinoides endógenos como la anandamida (un ligando de material lípido derivado del ácido araquidónico), indicó que el consumo de cannabis afecta el cerebro del mismo modo que una sustancia cerebral natural.[cita requerida] Los cannabinoides por lo común contienen un anillo de 1,1'-dimetilopirano, un anillo aromático de diversa derivación, un anillo de ciclohexano de diversa insaturación y sus precursores químicos inmediatos, que constituyen una familia de unos 60 compuestos bicíclicos y tricíclicos. Como casi todos los procesos neurológicos, los efectos del cannabis en el cerebro siguen el mecanismo normal de la transducción de señal, el sistema electroquímico de enviar señales por medio de neuronas para producir una reacción biológica. Hoy en día se sabe que los receptores cannabinoides se presentan en formas parecidas en la mayoría de los vertebrados e invertebrados, y tienen una larga historia evolutiva de 500 millones de años. La unión de los cannabinoides a los receptores de cannabinoides reduce la actividad de la adenilil ciclasa, inhibe los canales de calcio tipo N y desinhibe los canales de potasio K+A. Hay por lo menos dos subtipos de receptores cannabinoides  (CB1 y CB2).
El CB1 se encuentra sobre todo en el cerebro y media los efectos psicológicos del THC. El CB2 se halla en mayor abundancia en ciertas células del sistema inmunitario. Los cannabinoides actúan como immunomoduladores en los CB2, lo cual hace que aumenten algunas reacciones inmunitarias y reduzcan otras. Por ejemplo, los cannabinoides no psicotrópicos tienen mucha eficacia como antiinflamatorios. La afinidad de los cannabinoides por cualquiera de los dos tipos de receptores es casi igual, con la excepción del CBD de origen vegetal, que se une ligeramente más a menudo con los CB2. Es probable que los cannabinoides cumplan una función en el control cerebral del movimiento y la memoria, así como en la modulación natural del dolor. Está claro que los cannabinoides afectan la transmisión del dolor; concretamente, que interaccionan con el sistema opioide endógeno del cerebro y que pueden afectar la transmisión de la dopamina. Se trata de un importante medio fisiológico para el tratamiento médico del dolor.

### Acumulación en el cuerpo
La mayoría de los cannabinoides son lipófilos (solubles en grasa), por lo que se almacenan fácilmente en el tejido adiposo, lo que permite una larga semivida de eliminación respecto a otras drogas recreativas. La molécula de THC y las de las sustancias relacionadas suelen ser detectables en los controles antidroga de 3 a 10 días después del consumo, según los laboratorios Redwood; los usuarios a largo plazo pueden dar resultados positivos de dos a tres meses después de haber dejado el consumo de cannabis (véase Turismo de droga).

## Efectos tóxicos

### De los cannabinoides
Hasta 2010 no se había informado de sobredosis mortales por consumo de cannabis. Según una revisión publicada en el British Journal of Psychiatry en febrero de 2001, "nunca se ha informado de muerte alguna directamente debida al abuso de cannabis".
El THC, principal componente psicoactivo del cáñamo índico, tiene una toxicidad sumamente baja y la cantidad que puede introducirse en el cuerpo por el consumo de la planta no entraña riesgo alguno de muerte. En los perros, la dosis letal mínima de THC supera los 3 g/kg.
Según el Índice Merck, la dosis semiletal de THC (la necesaria para causar la muerte al 50% de la población) es de 1270 mg/kg en las ratas macho y de 730 mg/kg en las hembras, consumido en forma de óleo de sésamo, y de 42 mg/kg en las ratas en general, por inhalación.
La proporción de cannabis necesaria para producir una sobredosis fatal que sature los receptores cannabinoides e intoxique es de aproximadamente 40 000:1.

### Del cigarrillo
En 2007 se observó que mientras que el humo de tabaco y el de cáñamo se parecen mucho, el de cáñamo contiene más amoniaco, ácido cianhídrico y óxidos de nitrógeno, pero menos hidrocarburos aromáticos policíclicos (HAP), que son carcinógenos.{{fuente no primaria requerida}} El mismo estudio determinó que el humo de cannabis inhalado directamente contiene hasta 20 veces más amoniaco y cinco veces más ácido cianhídrico que el humo de tabaco, y comparó las propiedades del chorro directo de humo con las del indirecto (humo emitido de un cigarrillo encendido).{{fuente no primaria requerida}}{{25}} Se observó que el chorro directo de humo de cannabis contiene mayores concentraciones de ciertos hidrocarburos aromáticos policíclicos (HAP) que el indirecto de tabaco.{{fuente no primaria requerida}}{{25}} Sin embargo, otros estudios han hallado diferencias mucho menores de contenido de amoniaco y ácido cianhídrico entre el cannabis y el tabaco, y que algunos otros componentes (como polonio-210, plomo, arsénico, nicotina y nitrosaminas específicas del tabaco) son más escasos o inexistentes en el humo de cannabis.
El humo de cannabis contiene miles de sustancias químicas orgánicas e inorgánicas. El alquitrán obtenido de él es químicamente similar al del humo de cigarrillos o puros. Se han identificado más de 50 carcinógenos conocidos en el humo de cannabis. Estos incluyen nitrosaminas, aldehídos reactivos e hidrocarburos policíclicos, incluido el benzopireno. El humo de marihuana se listó como carcinógeno en California en 2009.  Un estudio de la Fundación Británica de Neumología publicado en 2012 identifica el humo de cannabis como carcinógeno y señala que la conciencia del peligro es poca comparada con la de los riesgos de fumar tabaco, sobre todo entre los consumidores más jóvenes. Entre otras observaciones se cuentan un posible riesgo mayor con cada cigarrillo; falta de investigación sobre el efecto del humo de cannabis solo; bajo índice de adicción comparado con el tabaco, y la naturaleza episódica del consumo de cannabis comparada con el uso constante y frecuente del tabaco. El profesor David Nutt, especialista en drogas del Reino Unido, señala que el estudio citado por la Fundación Británica de Neumología ha sido acusado tanto de "razonamiento falaz" como de "metodología incorrecta". Más aún, advierte que otros estudios no han podido asociar el cannabis al cáncer de pulmón, y acusa a la FBN de "sembrar la alarma sobre el cannabis".

## Efectos a corto plazo
Los efectos inmediatos de fumar cannabis se manifiestan a los pocos segundos, se hacen evidentes en cuestión de minutos y normalmente duran de una a tres horas, dependiendo de la persona y la variedad de cannabis. Cuando el cannabis se ingiere, el inicio de los efectos es más lento, de 30 minutos a dos horas, pero dura más debido a la absorción lenta continuada. Se ha observado que el consumo prolongado y repetido reduce la duración de los efectos notables y hace que se adquiera tolerancia a los cannabinoides.

### Efectos psicológicos
Los efectos psicoactivos del cannabis son subjetivos y varían según la persona y el método de consumo.
Cuándo el THC entra en la sangre y alcanza el cerebro, se une a los receptores cannabinoides. El ligando endógeno de estos receptores es la anandamida, cuyos efectos el THC emula. Este agonismo de los receptores cannabinoides altera los niveles de varios neurotransmisores, sobre todo la dopamina y la noradrenalina, estrechamente asociados a los efectos agudos de la ingestión de cannabis, como la euforia y la ansiedad. Entre los efectos se cuentan un estado alterado de conciencia general, euforia, sentimientos de bienestar, relajación o reducción de la tensión, mayor apreciación de las artes, incluidos el humor y la música (sobre todo el discernimiento de sus diversos componentes/instrumentos), jovialidad, metacognición e introspección, mayor evocación (memoria episódica), sensualidad aumentada, mayor conciencia de las sensaciones, libido aumentada y creatividad. El pensamiento abstracto o filosófico, la disrupción de la memoria lineal y la paranoia o la ansiedad también son característicos. La ansiedad es el efecto secundario de fumar marihuana que más se menciona. De 20 a 30 por ciento de los consumidores recreativos experimentan una ansiedad intensa, ataques de pánico o ambos después de fumar cannabis. Sin embargo, algunos sienten ansiedad solo después de no haberlo fumado durante mucho tiempo. La inexperiencia y el consumo en un entorno desconocido contribuyen de manera importante a la ansiedad. Se ha mostrado que el cannabidiol (CBD), otro cannabinoide presente en el cannabis en cantidades variables, aminora los efectos adversos del THC, incluida la ansiedad, que algunos consumidores experimentan.
El cannabis también produce muchos efectos subjetivos y muy tangibles, como mayor disfrute del sabor y el aroma de los alimentos, un goce aumentado de la música y la comedia, y grandes distorsiones de la percepción del tiempo y el espacio (en las que experimentar un "torrente" de ideas de la memoria a largo plazo puede crear la impresión subjetiva de que ha pasado mucho tiempo cuando en realidad solo ha pasado un breve lapso). A mayores dosis, los efectos pueden incluir una imagen del propio cuerpo alterada, ilusiones auditivas, visuales o ambas, seudoalucinaciones y ataxia por deterioro selectivo de los reflejos polisinápticos. En algunos casos, el cannabis puede llevar a estados disociativos como depersonalización y desrealización.
Todo episodio de psicosis aguda que siga al consumo de cannabis por lo regular cede al cabo de 6 horas, pero en raros casos de consumidores de grandes dosis este efecto persiste durante muchos días. Si el episodio se acompaña de agresión o sedación, puede ser necesario recluir a la persona.
Mientras que muchas drogas psicoactivas entran claramente en la categoría de estimulantes, depresores o alucinógenos, el cannabis presenta una combinación de todas estas propiedades, quizá con una tendencia principal a los efectos alucinógenos o psicodélicos, pero con los demás bastante pronunciados también. El THC suele considerarse la sustancia activa principal del cannabis; varios estudios científicos indican que algunos otros cannabinoides, como el CBD, también pueden cumplir una función importante en sus efectos psicoactivos.

### Efectos somáticos

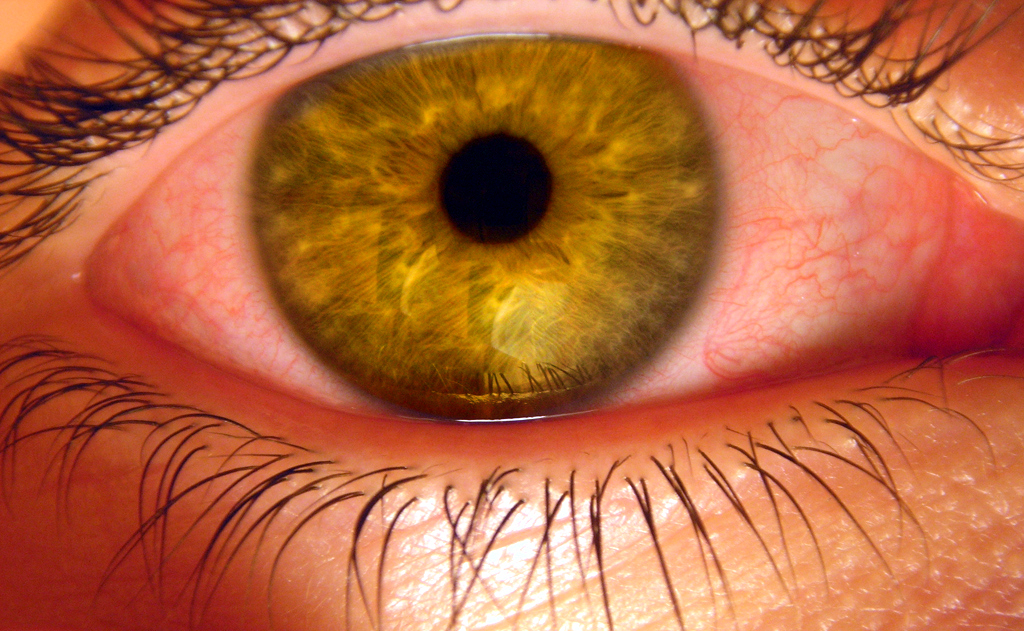
Enrojecimiento ocular

Entre los efectos físicos a corto plazo del consumo de cannabis están aumento del ritmo cardiaco, resequedad de la boca, enrojecimiento de los ojos (congestión de los vasos sanguíneos conjuntivales), reducción de la presión intraocular, relajación muscular y sensación de manos y pies fríos o calientes.
La electroencefalografía (EEG) muestra ondas alfa algo más persistentes y de frecuencia un poco más baja de lo normal. Los cannabinoides producen una "acentuada depresión de la actividad motriz" por activación de los receptores cannabinoides subtipo 1 de las neuronas.

### Duración
Los niveles máximos varias horas.

#### Fumado
La duración total de los efectos a corto plazo del cannabis depende de la potencia, el método de fumado (p. ej. si está puro o mezclado con tabaco) y cuánto se fuma. Los niveles máximos de intoxicación suelen durar varias horas.

#### Ingerido
Cuando se consume oralmente (en forma de cápsulas, alimento o bebida), los efectos psicoactivos tardan más en manifestarse y suelen durar más, por lo común de 4 a 10 horas después del consumo. Las dosis muy altas pueden durar aún más. La ingestión, además, elimina la necesidad de inhalar productos tóxicos de la combustión formados al fumar y, por tanto, el riesgo de daño respiratorio asociado a fumar cannabis.

### Efectos neurológicos
Las zonas del cerebro donde los receptores cannabinoides abundan más coinciden con los efectos de los cannabinoides sobre la conducta. Las zonas donde hay más receptores son los ganglios basales, asociados al control del movimiento; el cerebelo, asociado a la coordinación motriz; el hipocampo, asociado al aprendizaje, la memoria y el control de la tensión; la corteza cerebral, asociada a las funciones cognitivas superiores, y el núcleo accumbens, considerado el centro de recompensa del cerebro. Otras regiones donde la concentración de receptores cannabinoides es moderada son el hipotálamo, que regula funciones homeostáticas; la amígdala, asociada al miedo y a las reacciones emocionales; la médula espinal, asociada a sensaciones periféricas como el dolor; la tallo cerebral, asociado al sueño, la vigilia y el control motor; y el núcleo del tracto solitario, asociado a sensaciones viscerales como la náusea y el vómito.
Experimentos realizados con tejido animal y humano demuestran una disrupción de la formación de recuerdos a corto plazo, lo cual es compatible con la abundancia de CB1 en el hipocampo, la zona del cerebro más íntimamente asociada a la memoria. Los cannabinoides inhiben allí la producción de varios neurotransmisores, como la acetilcolina, la noradrenalina y el glutamato; por tanto, la actividad neuronal disminuye de manera importante, lo que semeja una "lesión pasajera del hipocampo".
En experimentos in vitro, el THC en concentraciones muy altas, que no se alcanzarían con dosis habituales, causa inhibición competitiva de la enzima acetilcolinesterasa e inhibe la agregación de péptido beta-amiloide, implicado en el desarrollo de la enfermedad de Alzheimer. Comparado con los fármacos aprobados hoy para tratar el alzhéimer, el THC es un inhibidor mucho más eficaz de tal agregación, y el estudio muestra un mecanismo molecular antes ignorado, por el que las moléculas de cannabinoides pueden frenar el avance de esta enfermedad incapacitante.

### Efectos sobre la conducción de vehículos
Aunque varios estudios han mostrado un mayor riesgo asociado al uso de cannabis por conductores, otros estudios no lo han hallado. Algunos estudios indican que el uso de cannabis tiene efectos negativos en la habilidad para conducir. Según el British Medical Journal, "los automovilistas que conducen dentro de las tres horas siguientes al consumo de cannabis corren casi dos veces más riesgo de causar un accidente que quienes no están bajo la influencia de las drogas o el alcohol".
En Cannabis and driving: a review of the literature and commentary ("Cannabis y conducción. Revisión de la literatura y los comentarios"), el Departamento de Transporte del Reino Unido revisó datos sobre ambos factores y concluyó: "El cannabis afecta la capacidad de conducción. Sin embargo, esta deficiencia se aminora en parte porque quien está en tratamiento con cannabis parece percibir que en efecto se encuentra incapacitado para conducir. Cuando puede suplir la deficiencia, lo hace, por ejemplo ... los efectos sobre la conducta al conducir duran hasta una hora después de fumar, pero no siguen durante lapsos prolongados". El informe resume lo que hoy se sabe de los efectos del cannabis sobre la conducción y el riesgo de accidente con base en una revisión de la literatura publicada desde 1994, y sus efectos sobre tareas realizadas en un laboratorio. El estudio identificó a los varones jóvenes (entre quienes el consumo de cannabis es frecuente y va en aumento, y el de alcohol también es común), como grupo de riesgo de accidentes de tránsito. La causa, según el informe, es la inexperiencia y factores asociados con la actitud de los jóvenes hacia los riesgos, la delincuencia y la motivación. Estas variables demográficas y psicosociales quizá se relacionen tanto con el uso de drogas como con el riesgo de accidente, lo que presenta una relación artificial entre el uso de drogas y la implicación en accidentes.
Kelly, Darke y Ross muestran resultados similares con estudios de laboratorio que examinan los efectos del cannabis sobre facultades usadas al conducir, y señalan deficiencias de seguimiento, atención, reflejos, memoria a corto plazo, coordinación mano-ojo, alerta, percepción del tiempo y la distancia, toma de decisiones y concentración. Una revisión del Observatorio Europeo de las Drogas y las Toxicomanías (OEDT)  concluyó que "el efecto agudo de las dosis de moderadas a altas de cannabis afecta las aptitudes relacionadas con la conducción segura y la prevención de accidentes", concretamente "la atención, el seguimiento y las habilidades psicomotoras". En una revisión de estudios con simuladores de conducción, Kelly et al. concluyen que hay pruebas de deficiencias (según la dosis) de la capacidad de quien conduce bajo los efectos del cannabis para guiar un vehículo, controlar la marcha, variar la velocidad, seguir otros vehículos, tener reflejos rápidos y conservar el carril. Los investigadores señalan que "incluso en quienes aprenden a compensar los efectos incapacitantes de una droga, se observan grandes deficiencias de desempeño en condiciones normales (es decir, cuando no se presentan contingencias para mantener el rendimiento compensatorio)."
Un metaanálisis de 2012 determinó que el uso agudo de cannabis aumenta el riesgo de accidente automovilístico.
En 2013 una extensa revisión de 66 estudios sobre el riesgo de accidente y el uso de drogas concluyó que el cannabis estaba asociado con una probabilidad ligeramente mayor, estadísticamente insignificante, de lesión o accidente mortal. La probabilidad calculada de accidente mortal del cannabis (1.26) resultó menor que la de opiáceos (1.68), ansiolíticos (2.30), zopiclona (un somnífero) (2.60), cocaína (2.96) y anfetaminas (5.17). La probabilidad calculada de lesión del cannabis (1.10) resultó menor que la de antihistamínicos (1.12), penicilina (1.12), ansiolíticos (1.17), antidepresivos (1.35), antiasmáticos (1.31), zopiclona (1.42), cocaína (1.66), y opiáceos (1.91). El estudio concluyó: "En general, el aumento del riesgo de accidente asociado con el uso de drogas debe considerarse modesto… En comparación con el enorme aumento del riesgo de accidente asociado con el alcohol, así como con el elevado índice de accidentes en conductores jóvenes, el incremento de riesgo asociado con el uso de drogas es asombrosamente pequeño."
Un informe de la Universidad de Colorado, la Universidad Estatal de Montana y la Universidad de Oregón observó que, en promedio, los estados que han legalizado el uso medicinal del cannabis tuvieron una reducción de 8-11% en la mortalidad por accidentes de tránsito. Los investigadores concluyeron: "Es más seguro conducir bajo los efectos de la marihuana que ebrio… Los conductores ebrios corren más riesgos,  tienden a ir más rápido.  No perciben lo incapacitados que están. Quienes están bajo el efecto de la marihuana conducen más despacio, no corrren tantos riesgos". Otra consideración,  añadieron, es que los usuarios de marihuana tienden a salir menos.
En el estudio más grande y controlado en su tipo, realizado por la Administración Nacional de Seguridad Vial del Departamento de Transporte de EUA para investigar los riesgos del cannabis y la conducción, se determinó que otros "estudios que miden la presencia de THC en la sangre o la saliva de los conductores, en vez de confiar en sus informes, tienden a arrojar cálculos de riesgo de accidente mucho menores o iguales, lo mismo que estudios mejor controlados". El estudio mostró que "hechos los ajustes de edad, sexo, raza y consumo de alcohol, los conductores que dieron resultado positivo en la prueba de marihuana no corrían más riesgo de chocar que quienes no habían consumido otra droga o alcohol antes de conducir". Aun así, el estudio advierte: "Estos resultados no indican que el uso de drogas por los conductores esté exento de riesgos."

### Efectos cardiovasculares
Los efectos a corto plazo (de una a dos horas) en el aparato cardiovascular pueden incluir taquicardia, vasodilatación y fluctuaciones de la presión arterial.  Hay informes médicos de ocasionales infartos, accidentes cerebrovasculares y otros efectos secundarios cardiovasculares.  Los efectos cardiovasculares del cáñamo no se asocian con trastornos de salud graves en la mayoría de los usuarios jóvenes y sanos. Los investigadores informaron en el International Journal of Cardiology: "El uso de marihuana por personas mayores, sobre todo quienes padecen algún grado de afección coronaria o cerebrovascular, plantea mayores riesgos debido al aumento resultante de las catecolaminas, el trabajo cardiaco y la carboxihemoglobina, y los episodios concurrentes de profunda hipotensión ortostática. De hecho, la marihuana quizá sea una causa mucho más común de infarto de lo que suele pensarse. Muchos médicos no preguntan al paciente si es consumidor habitual de cannabis, y aunque se lo pregunten, la respuesta no siempre es veraz".
En 2013, un análisis de 3,886 personas que habían sobrevivido 18 años a un infarto no mostró "asociación significativa alguna entre el uso de la marihuana y la mortalidad".
Un estudio de 2008 del Centro de Investigación Biomédica en Baltimore de los Institutos Nacionales de Salud de EUA indicó que fumar marihuana de manera intensa y prolongada (138 cigarrillos por semana) altera las proteínas sanguíneas asociadas con las enfermedades cardiovasculares y los accidentes cerebrovasculares.
Un estudio realizado en el año 2000 por investigadores del Centro Médico Beth Israel Deaconess, el Hospital General de Massachusetts y la Facultad de Salud Pública de la Universidad Harvard, en Boston, halló que el riesgo de infarto de una persona de edad madura aumenta casi cinco veces durante la primera hora que sigue a fumar cáñamo, "aproximadamente el mismo riesgo observado dentro de la hora siguiente a la actividad sexual".
La arteritis por consumo de cannabis es una rara enfermedad vascular periférica similar a la enfermedad de Buerger. Hubo unos 50 casos confirmados de 1960 a 2008, todos en Europa.

### Combinación con otras drogas
Un factor de confusión en la investigación del cannabis es el uso habitual de otras drogas recreativas, sobre todo el alcohol y la nicotina. Tales complicaciones demuestran la necesidad de estudios del cannabis en que haya controles más estrictos, e investigaciones de supuestos síntomas de consumo de cannabis que también pueden deberse al tabaco. Algunos críticos cuestionan si las entidades que investigan hacen un verdadero esfuerzo por presentar un resumen preciso y no sesgado de las pruebas, o si "eligen" los datos para complacer a las fuentes de financiamiento, entre las que pueden estar la industria del tabaco o gobiernos dependientes de los ingresos por impuestos sobre el cigarrillo; otros advierten que los datos en bruto, y no las conclusiones finales, son lo que debería examinarse.
La Encuesta Nacional Australiana de los Hogares de 2001 mostró que el cannabis en Australia rara vez se usa sin otras drogas: 95% de los consumidores también bebían alcohol; 26% tomaban anfetaminas; 19% tomaban éxtasis y solo 2.7% negó haber usado otra droga con el cannabis. Aunque se han investigado los efectos combinados del alcohol y el cannabis en la realización de ciertas tareas, poco se ha estudiado por qué esta combinación es tan popular. Las pruebas de un estudio experimental controlado realizado por Lukas y Orozco indican que el alcohol acelera la absorción del THC en el plasma. Según la Encuesta Nacional Australiana de Salud y Bienestar Mentales, 75% de los consumidores recientes de cannabis dijeron usar alcohol cuando no había cáñamo.

### Memoria y aprendizaje
Están perfectamente documentados los efectos sobre la memoria en los consumidores de cannabis. Las pruebas más sólidas se centran en sus efectos negativos sobre la memoria a corto plazo y la memoria de trabajo que pueden ser acusados e irreversibles en personas que lo consumen durante largo tiempo.
En un estudio de 2001 que examinó el rendimiento neuropsicológico de consumidores de cannabis a largo plazo, los investigadores observaron "que algunos déficits cognitivos son detectables al menos 7 días después de un consumo abundante, pero parecen pasajeros y relacionados con el uso reciente de cannabis y no irreversibles ni relacionados con un uso acumulado de toda la vida". Un estudio en la Escuela de Medicina de la Universidad Johns Hopkins mostró que el uso muy abundante de marihuana está asociado con decrementos del rendimiento neurocognitivo aun pasados 28 días de abstinencia.

### Apetito y sistema digestivo
El aumento del apetito que sigue al consumo de cannabis, llamado coloquialmente munchies entre los anglohablantes, se ha documentado desde hace siglos. Ensayos clínicos y encuestas revelan que el cannabis aumenta el disfrute de los alimentos y el interés por ellos. Según los científicos, este efecto se debe a que "los endocannabinoides del hipotálamo activan los receptores cannabinoides encargados de mantener la ingestión de alimentos". En raros casos los usuarios crónicos sufren un intenso vómito, el síndrome de hiperemesis cannabinoide, después de fumar, y pueden obtener alivio tomando baños calientes.
Los cannabinoides endógenos ("endocannabinoides") se descubrieron en la leche de vaca y los quesos blandos.
Después se hallaron también en la leche humana. Se acepta ampliamente que la sobrevivencia neonatal de muchas especies "depende en gran parte de su conducta de lactancia: su apetito de leche materna", y una investigación reciente revela que el sistema de endocannabinoides es el primer sistema neural que muestra un control completo sobre la ingestión de leche y la sobrevivencia neonatal. Es posible que "los receptores cannabinoides del cuerpo humano interaccionen con los de la leche y estimulen la reacción de lactancia de los recién nacidos para impedir deficiencias de crecimiento".
El síndrome de hiperemesis canabinoide  es una entidad clínica que afecta a consumidores crónicos de cannabis y se caracteriza por episodios cíclicos de vómitos incoercibles acompañados por baños en agua caliente compulsivos, que solo se cura mediante la abstinencia.
También se han documentado casos de pancreatitis inducida por cannabis, y se ha planteado su etiología en relación con la dosis, y el riesgo de su uso continuado.

### Microbios patógenos y microtoxinas
La mayoría de los microorganismos presentes en el cannabis afectan solo a las plantas y no al ser humano, pero algunos, sobre todo los que proliferan cuándo la hierba no se seca y se almacena bien, pueden ser nocivos para las personas. Algunos usuarios almacenan el cáñamo en una bolsa o frasco herméticos en el refrigerador para evitar la proliferación de hongos y bacterias.

#### Hongos

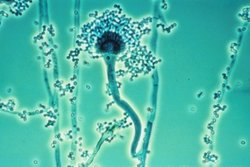
Aspergillus fumigatus

En el cannabis enmohecido se han encontrado las especies de hongos Aspergillus flavus, Aspergillus fumigatus, Aspergillus niger, Aspergillus parasiticus, Aspergillus tamarii, Aspergillus sulphureus, Aspergillus repens, Mucor hiemalis (no patógeno para el ser humano), Penicillium chrysogenum, Penicillium italicum y Rhizopus nigrans. Los mohos del género Aspergillus pueden infectar los pulmones por fumar o manipular cannabis contaminado y causar una aspergilosis oportunista y a veces letal.{{cita requerida}} Algunos de estos microorganismos forman aflatoxinas, que son tóxicas y carcinógenas. Los investigadores aconsejan desechar el cannabis enmohecido para evitar estos graves riesgos.{{cita requerida}}
El moho también permanece en el humo del cannabis enmohecido,  y los pulmones y los conductos nasales son un medio importante para contraer micosis. Levitz y Diamond (1991) aconsejan calentar la marihuana en un horno doméstico a 150 °C durante cinco minutos antes de fumarla. Este proceso destruye los conidios de Aspergillus fumigatus, A. flavus y A. niger, y no degrada el componente activo de la hierba, el tetrahidrocannabinol (THC)."

#### Bacterias
El cannabis contaminado con Salmonella muenchen se correlacionó sin duda con decenas de casos de salmonelosis en 1981. "Las actinomycetales termófilas" también se han encontrado en el cannabis.

## Efectos a largo plazo
El consumo de marihuana tiene efectos biológicos sobre la salud física, mental, conductual y social, y está "asociado con enfermedades del hígado (particularmente hepatitis C coexistente), los pulmones, el corazón y los vasos" según una revisión de la literatura realizada en 2013 por Gordon y colaboradores. La asociación con estas enfermedades se ha informado solo en casos en que los enfermos fumaban cannabis. Los autores advierten que "se requieren más investigaciones y pruebas para demostrar la relación causal de la marihuana con muchos trastornos físicos".
La dependencia del cannabis está definida en la quinta revisión del Manual diagnóstico y estadístico de los trastornos mentales (DSM-5) como enfermedad que requiere tratamiento. Se han investigado varios fármacos para aliviar el síndrome de abstinencia de cannabis, entre ellos bupropion, ácido valproico, nefazodona, lofexidina y dronabinol (nombre del tetrahidrocannabinol aislado en laboratorio), de los que el dronabinol ha demostrado ser el más eficaz.
Los usuarios regulares de cannabis corren el riesgo de desarrollar el síndrome de hiperemesis cannabinoide (CHS), caracterizado por accesos recurrentes de vómitos intensos. El mecanismo detrás del CHS no está bien comprendido y es contrario a las propiedades antieméticas del cannabis y los cannabinoides. Entre aquellos que fueron a la sala de emergencias (ED) con vómitos recurrentes en una institución en los Estados Unidos de 2005 a 2010, alrededor del 6% tenían la condición.

## Efectos en el embarazo
El consumo de cannabis en el embarazo puede estar asociado con reducción del crecimiento del feto, aborto espontáneo y déficits cognitivos en el hijo, según resultados de estudios con animales. Por ahora las pruebas en humanos son limitadas. Una revisión sistemática  en 2012 reveló que si bien es difícil sacar conclusiones firmes,  hay algunas pruebas de que la exposición prenatal al cannabis se asocia con "déficits de lenguaje, atención, áreas de rendimiento cognitivo y conductas delictivas en la adolescencia". Un informe preparado para el Consejo Nacional Australiano sobre Drogas concluyó que el cannabis y otros cannabinoides están contraindicados en el embarazo porque pueden interferir en el sistema endocannabinoide.